# Kenneth Keating

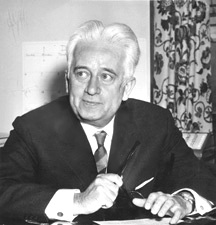
Kenneth Keating

Kenneth Barnard Keating (* 18. Mai 1900 in Lima, New York; † 5. Mai 1975 in New York City) war ein US-amerikanischer Jurist, Diplomat und Politiker. Er war jahrelanger Abgeordneter im Repräsentantenhaus der Vereinigten Staaten und Senator für den Bundesstaat New York.
Nach der High School besuchte Keating die University of Rochester, wo er 1919 seinen Abschluss machte, ehe er auf die Harvard Law School wechselte. Im Anschluss an seine juristische Ausbildung praktizierte Keating in Rochester. Während des Ersten Weltkrieges diente er als Sergeant in der US Army, im Zweiten Weltkrieg hatte er den Rang eines Brigadegenerals inne. Nachdem Keating aus dem Krieg zurückgekehrt war, widmete er sich erneut seiner juristischen Tätigkeit.
1947 wurde er als Republikaner in den 80. Kongress gewählt und bis zum Januar 1959 fünfmal wiedergewählt. 1958 besiegte er zudem seinen Konkurrenten Frank Hogan im Kampf um den Sitz als Senator von New York, welcher vom Republikaner Irving Ives aufgegeben wurde. Das Senatorenamt hielt Keating vom 3. Januar 1959 bis zum 2. Januar 1965 inne. Im Jahre 1964 trat er zur Wiederwahl an, wurde jedoch vom aufstrebenden Demokraten Robert F. Kennedy besiegt. Nach seinem Ausscheiden aus dem Senat wurde er als Richter an den New York Court of Appeals gewählt. Anschließend war er bis zu seinem Tod im Jahr 1975 als Botschafter der Vereinigten Staaten in Indien (1969–1972) und Israel (ab 1973) tätig. Er wurde auf dem Nationalfriedhof Arlington beigesetzt.
Seine Tochter Barbara Keating versuchte 1974 vergeblich, sich als Kandidatin der Konservativen Partei für New York in den Senat wählen zu lassen.